# Lista de prefeitos de Mossoró
Esta é a lista de prefeitos de Mossoró, município brasileiro do estado do Rio Grande do Norte. O prédio da Prefeitura chama-se Palácio da Resistência.

## Período monárquico

### Presidentes da Província
| Nº | Presidente                           | Imagem                    | Partido | Início do mandato     | Fim do mandato         | Vice-presidente                       | Observações                           |
| -- | ------------------------------------ | ------------------------- | ------- | --------------------- | ---------------------- | ------------------------------------- | ------------------------------------- |
| 1  | Antônio Freire de Carvalho           |                           | PCN     | 24 de janeiro de 1853 | 7 de janeiro de 1857   | João Batista de Souza                 | Presidente e vice da Câmara Municipal |
| 2  | Simão Balbino Guilherme de Melo      |                           | PCN     | 7 de janeiro de 1857  | 31 de dezembro de 1860 | Miguel Arcanjo Guilherme de Melo      | Presidente e vice da Câmara Municipal |
| 3  | Miguel Arcanjo Guilherme de Melo     |                           | LPR     | 1º de janeiro de 1861 | 31 de dezembro de 1868 | Silvério Siriaco de Souza             | Presidente e vice da Câmara Municipal |
| 3  | Miguel Arcanjo Guilherme de Melo     | Joaquim Nogueira da Costa | LPR     | 1º de janeiro de 1861 | 31 de dezembro de 1868 | Presidente e vice da Câmara Municipal |                                       |
| 4  | Luís Manuel Filgueira                |                           | PCN     | 1º de janeiro de 1869 | 31 de dezembro de 1872 | José Alexandre Freire de Carvalho     | Presidente e vice da Câmara Municipal |
| 5  | Miguel Arcanjo Guilherme de Melo     |                           | PCN     | 1º de janeiro de 1873 | 31 de dezembro de 1876 | Primênio Duarte Ribeiro               | Presidente e vice da Câmara Municipal |
| 6  | Francisco Gurgel de Oliveira         |                           | PL      | 1º de janeiro de 1877 | 31 de dezembro de 1880 | Sebastião de Freiras Costa            | Presidente e vice da Câmara Municipal |
| 7  | Euclides Deocleciano de Alburquerque |                           | PL      | 1º de janeiro de 1881 | 31 de dezembro de 1882 | Manoel Benício de Melo                | Presidente e vice da Câmara Municipal |
| 8  | Romualdo Lopes Galvão                |                           | PL      | 1º de janeiro de 1883 | 31 de dezembro de 1886 | Alexandre Soares de Couto             | Presidente e vice da Câmara Municipal |
| 9  | Manuel Cirilo dos Santos             |                           | PCN     | 1º de janeiro de 1887 | 23 de janeiro de 1890  | Sílvio Policiano de Miranda           | Presidente e vice da Câmara Municipal |

## Período republicano

### Intendentes
| Nº | Intendente                           | Imagem | Partido | Início do mandato     | Fim do mandato         | Observações        |
| -- | ------------------------------------ | ------ | ------- | --------------------- | ---------------------- | ------------------ |
| 1  | Manuel Benício de Melo               |        | PL      | 23 de janeiro de 1890 | 31 de dezembro de 1892 | Intendente nomeado |
| 2  | Francisco Pinheiromde Almeida Castro |        | PRP     | 1º de janeiro de 1893 | 31 de dezembro de 1895 | Intendente nomeado |
| 3  | Sílvio Policiano de Miranda          |        | PRP     | 1º de janeiro de 1896 | 31 de dezembro de 1898 | Intendente nomeado |
| 4  | João Damasceno de Oliveira           |        | PRP     | 1º de janeiro de 1899 | 31 de dezembro de 1901 | Intendente nomeado |
| 5  | Antônio Filgueira Filho              |        | PL      | 1º de janeiro de 1902 | 31 de dezembro de 1907 | Intendente nomeado |
| 6  | Antônio Soares do Couto              |        | PRP     | 1º de janeiro de 1908 | 31 de dezembro de 1910 | Intendente nomeado |
| 7  | Francisco Izódio de Sousa            |        | PTR     | 1º de janeiro de 1911 | 31 de dezembro de 1913 | Intendente nomeado |
| 8  | Francisco Vicente Cunha da Mota      |        | PRC     | 1º de janeiro de 1914 | 31 de dezembro de 1916 | Intendente nomeado |
| 9  | Jerônimo Rosado                      |        | PRC     | 1º de janeiro de 1917 | 31 de dezembro de 1919 | Intendente nomeado |
| 10 | Camilo Porto da Silva Figueira       |        | PRC     | 1º de janeiro de 1920 | 31 de dezembro de 1922 | Intendente nomeado |
| 11 | Francisco Xavier Filho               |        | PRC     | 1º de janeiro de 1923 | 31 de dezembro de 1925 | Intendente nomeado |
| 12 | Rodolfo Fernandes                    |        | PRC     | 1º de janeiro de 1926 | 3 de setembro de 1927  | Intendente nomeado |
| 13 | Hemérito Fernandes de Queiroz        |        | PRC     | 3 de setembro de 1927 | 3 de novembro de 1927  | Intendente nomeado |
| 14 | Luiz Colombo Ferreira Pinto          |        | PDB     | 3 de novembro de 1927 | 31 de dezembro de 1928 | Intendente nomeado |

### Prefeitos
| Nº | Prefeito                            | Imagem                    | Partido                                | Início do mandato       | Fim do mandato          | Vice-prefeito                      | Observações                   |
| -- | ----------------------------------- | ------------------------- | -------------------------------------- | ----------------------- | ----------------------- | ---------------------------------- | ----------------------------- |
| 1  | Rafael Fernandes                    |                           | PP                                     | 1º de janeiro de 1929   | 2 de abril de 1929      | Vicente Carlos Saboia Filho        | Prefeito eleito               |
| 2  | Vicente Carlos Saboia Filho         |                           | AL                                     | 2 de abril de 1929      | 6 de outubro de 1930    | —                                  | Vice-prefeito eleito no cargo |
| 3  | Amâncio Ramalho Cavalcanti          |                           | AL                                     | 6 de outubro de 1930    | 8 de dezembro de 1930   | —                                  | Prefeito nomeado              |
| 4  | Manuel Amâncio Leite                |                           | AL                                     | 8 de dezembro de 1930   | 9 de junho de 1931      | —                                  | Prefeito nomeado              |
| 5  | Paulo Fernandes de Oliveira Martins |                           | AL                                     | 9 de junho de 1931      | 21 de junho de 1932     | —                                  | Prefeito nomeado              |
| 6  | Tertuliano Ayres Dias               |                           | AL                                     | 21 de junho de 1932     | 1º de novembro de 1932  | —                                  | Prefeito nomeado              |
| 7  | Raimundo Jovino de Oliveira         |                           | AL                                     | 1º de novembro de 1932  | 21 de setembro de 1933  | —                                  | Prefeito nomeado              |
| 8  | Antônio Soares Júnior               |                           | AL                                     | 21 de setembro de 1933  | 4 de novembro de 1935   | —                                  | Prefeito nomeado              |
| 9  | Francisco Duarte Filho              |                           | PP                                     | 4 de novembro de 1935   | 7 de setembro de 1937   | —                                  | Prefeito nomeado              |
| 10 | Luís Ferreira da Cunha Mota         |                           | PP                                     | 7 de setembro de 1937   | 3 de março de 1945      | —                                  | Prefeito nomeado              |
| 11 | Vicente Mota Neto                   |                           | PSD                                    | 5 de março de 1945      | 17 de novembro de 1945  | —                                  | Prefeito nomeado              |
| 12 | Francisco de Assis Viana            |                           | PSD                                    | 17 de novembro de 1945  | 12 de janeiro de 1946   | —                                  | Prefeito nomeado              |
| 13 | Sebastião de Souza Revoredo         |                           | PSD                                    | 12 de janeiro de 1946   | 19 de fevereiro de 1946 | —                                  | Prefeito nomeado              |
| 14 | Augusto da Escóssia Nogueira        |                           | PSP                                    | 19 de fevereiro de 1946 | 2 de agosto de 1946     | —                                  | Prefeito nomeado              |
| 15 | José Nicodemos da Silveira Martins  |                           | PSD                                    | 3 de agosto de 1946     | 6 de março de 1947      | —                                  | Prefeito nomeado              |
| 16 | José Paulino de Souza               |                           | PSD                                    | 6 de março de 1947      | 9 de agosto de 1947     | —                                  | Prefeito nomeado              |
| 17 | Gérson Dumaresq                     |                           | PSD                                    | 9 de agosto de 1947     | 31 de março de 1948     | —                                  | Prefeito nomeado              |
| 18 | Dix-Sept Rosado                     |                           | UDN                                    | 31 de março de 1948     | 1º de julho de 1950     | Jorge de Albuquerque Pinto         | Prefeito e vice eleitos       |
| 19 | Jorge de Albuquerque Pinto          |                           | PDC                                    | 1º de julho de 1950     | 2 de janeiro de 1951    | —                                  | Vice-prefeito eleito no cargo |
| 20 | Francisco Vicente de Miranda Mota   |                           | PSD                                    | 3 de janeiro de 1951    | 31 de março de 1953     | Jorge de Albuquerque Pinto         | Prefeito e vice eleitos       |
| 21 | Vingt Rosado                        |                           | PR                                     | 31 de março de 1953     | 31 de março de 1958     | Joaquim Felício de Moura           | Prefeito e vice eleitos       |
| 22 | Antônio Rodrigues de Carvalho       |                           | PTB                                    | 31 de março de 1958     | 29 de março de 1963     | Francisco Mota                     | Prefeito e vice eleitos       |
| 23 | Francisco Mota                      |                           | PTB                                    | 29 de março de 1963     | 31 de março de 1963     | —                                  | Vice-prefeito eleito no cargo |
| 24 | Raimundo Soares de Souza            |                           |                                        | 31 de março de 1963     | 31 de novembro de 1968  | Joaquim da Silveira Borges Filho   | Prefeito e vice eleitos       |
| 25 | Joaquim da Silveira Borges Filho    |                           | ARENA                                  | 31 de novembro de 1968  | 31 de janeiro de 1969   | —                                  | Vice-prefeito eleito no cargo |
| 26 | Antônio Rodrigues de Carvalho       |                           | MDB                                    | 31 de janeiro de 1969   | 31 de janeiro de 1973   | José Genildo Miranda               | Prefeito e vice eleitos       |
| 27 | Dix-Huit Rosado                     |                           | ARENA                                  | 31 de janeiro de 1973   | 31 de janeiro de 1977   | Francisco Canindé de Queiroz       | Prefeito e vice eleitos       |
| 28 | João Newton da Escóssia             |                           | ARENA                                  | 31 de janeiro de 1977   | 14 de maio de 1982      | Alcides Fernandes da Silva         | Prefeito e vice eleitos       |
| 29 | Alcides Fernandes da Silva          |                           | PDS                                    | 14 de maio de 1982      | 31 de janeiro de 1983   | —                                  | Vice-prefeito eleito no cargo |
| 30 | Dix-Huit Rosado                     |                           | PDS                                    | 31 de janeiro de 1983   | 31 de dezembro de 1988  | Sílvio Mendes de Souza             | Prefeito e vice eleitos       |
| 31 | Rosalba Ciarlini                    |                           | PDT                                    | 1º de janeiro de 1989   | 31 de dezembro de 1992  | Luiz Colombo Ferreira Pinto Neto   | Prefeita e vice eleitos       |
| 32 | Dix-Huit Rosado                     |                           | PDT                                    | 1º de janeiro de 1993   | 22 de outubro de 1996   | Sandra Rosado                      | Prefeito e vice eleitos       |
| 33 | Sandra Rosado                       |                           | PMDB                                   | 22 de outubro de 1996   | 31 de dezembro de 1996  | —                                  | Vice-prefeita eleita no cargo |
| 34 | Rosalba Ciarlini                    |                           | PFL                                    | 1º de janeiro de 1997   | 31 de dezembro de 2004  | Antônio Capistrano                 | Prefeita e vice eleitos       |
| 34 | Rosalba Ciarlini                    | Prefeita e vice reeleitos | PFL                                    | 1º de janeiro de 1997   | 31 de dezembro de 2004  | Antônio Capistrano                 |                               |
| 35 | Maria de Fátima Rosado Nogueira     |                           | PFL                                    | 1º de janeiro de 2005   | 31 de dezembro de 2012  | Cláudia Regina Freire de Azevedo   | Prefeita e vice eleitas       |
| 35 | Maria de Fátima Rosado Nogueira     | DEM                       | Ruth Alaíde Escóssia Ciarlini Medeiros | 1º de janeiro de 2005   | 31 de dezembro de 2012  | Prefeita reeleita vice eleita      |                               |
| 36 | Cláudia Regina Freire de Azevedo    |                           | DEM                                    | 1º de janeiro de 2013   | 5 de dezembro de 2013   | Wellington de Carvalho Costa Filho | Prefeita e vice eleitos       |
| 37 | Francisco José Lima Silveira Júnior |                           | PSD                                    | 6 de dezembro de 2013   | 31 de dezembro de 2016  | Luiz Carlos de Mendonça Martins    | Prefeito e vice eleitos       |
| 38 | Rosalba Ciarlini                    |                           | PP                                     | 1º de janeiro de 2017   | 31 de dezembro de 2020  | Nayara Gadelha de Oliveira         | Prefeita e vice eleitas       |
| 39 | Allyson Bezerra                     |                           | Solidariedade                          | 1º de janeiro de 2021   | até a atualidade        | João Fernandes de Melo Neto        | Prefeito e vice eleitos       |
| 39 | Allyson Bezerra                     | UNIÃO                     | Marcos Antônio Bezerra de Medeiros     | 1º de janeiro de 2021   | até a atualidade        | Prefeito reeleito e vice eleito    |                               |